# 島津新城
島津 新城（しまづ しんじょう、永禄6年6月16日（1563年7月6日）-寛永18年8月15日（1641年9月19日））は、戦国時代から江戸時代初期の女性。島津義久の次女。
母は種子島時堯の娘・円信院殿。島津彰久の正室。子は島津久信。異母姉は島津御平。同母妹は島津亀寿。

永禄6年（1563年）、島津義久の次女として生まれる。幼名はお玉とする説もある。本名は不明であるが、結婚後は居所より新城と呼ばれた。
天正2年（1574年）、島津以久が長男・島津彰久と新城との婚姻を義久に申し入れる。時期は不明であるが彰久に嫁ぐ。彰久とは又従姉弟である。天正13年（1585年）、島津久信を生む。
文禄4年（1595年）、朝鮮出兵中の夫・彰久が巨済島で死去。慶長15年（1610年）、義父・以久が死去したことに伴い、久信が後継者（佐土原藩主）に指名されたが新城の老齢などを理由に固辞した。
寛永元年（1624年）、薩摩藩主・島津家久（忠恒）の直命により家久の七女を孫・島津久章の婚約者として養女にする。
寛永18年（1641年）、垂水（現鹿児島県垂水市）で死去。享年79。戒名「瑚月浄珊庵主」。一人息子の久信が義久や孫の島津久敏が義久の後継である島津家家督を狙ったとして、家久と対立、失脚した。久信や久敏、久章と子や孫が変死を遂げ、晩年は不幸続きで失意のまま亡くなった。